# Stefan Korbach
Stefan Korbach (* 16. März 1958 in Königstein im Taunus) ist ein deutscher Politiker (CDU). Er zog über Listenplatz 22 der CDU Hessen in den 21. Deutschen Bundestag ein.
Korbach ist promovierter Diplom-Kaufmann und hat zwei Kinder.